# Pecunia non olet
 (août 2018).
Si vous disposez d'ouvrages ou d'articles de référence ou si vous connaissez des sites web de qualité traitant du thème abordé ici, merci de compléter l'article en donnant les références utiles à sa vérifiabilité et en les liant à la section « Notes et références ».
Pecunia non olet (« l'argent n'a pas d'odeur ») est un dicton latin. La phrase est attribuée à l'empereur romain Vespasien (gouverna de 69 à 79 après J.-C.).

## Histoire

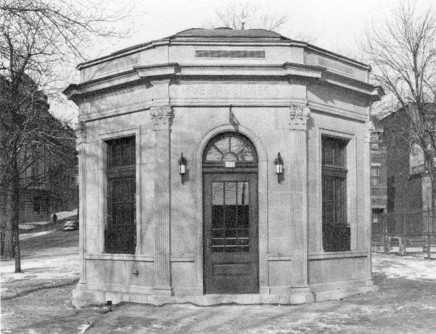
« Vespasienne » à Montréal, Canada, 1930.

Dans la Rome antique, l'urine qui contient de l'ammoniac était un ingrédient nécessaire pour plusieurs processus chimiques, comme le tannage ou le foulage. Aussi, des amphores servant d'urinoir étaient disposées dans les rues pour collecter cette ressource afin d'être vendue.
L'empereur Vespasien a remis en vigueur la taxe sur l'urine (latin : vectigal urinae), d'abord créée par Néron puis abandonnée. La taxe était due par les acheteurs d'urine.
L'historien romain Suétone rapporte que quand Titus, le fils de Vespasien, se plaignit de la nature répugnante de la taxe, son père brandit une pièce sous son nez (pecuniam ex prima pensione admovit ad nares) et lui demanda s'il se sentait offensé par son odeur (sciscitans num odore offenderetur). Quand Titus répondit que non, il répliqua « Pourtant, elle vient de l'urine » (Atqui ex lotio est).
La phrase Pecunia non olet est toujours utilisée de nos jours pour dire que la valeur de l'argent ne dépend pas de son origine. 
Le nom de Vespasien est encore lié aux urinoirs publics en France (vespasiennes), Italie (vespasiani) et Roumanie (vespasiene).

## Dans la littérature
« L'axiome de Vespasien » est mentionné en passant dans Sarrasine, une nouvelle de Balzac, en connexion avec les origines mystérieuses de la fortune d'une famille parisienne. Le proverbe retient l'attention dans l'analyse minutieuse de Roland Barthes sur la nouvelle de Balzac dans son essai S/Z. Il est possible que F. Scott Fitzgerald fasse allusion à la plaisanterie de Vespasien dans Gatsby le Magnifique à travers la phrase « argent sans odeur ».
Dans Cette hideuse puissance, par C. S. Lewis, le directeur du collège Bracton a été surnommé « Non-Olet » pour avoir écrit « un rapport monumental sur l'assainissement national ». Le sujet l'avait, en fait, plutôt recommandé à l'Élément Progressiste. Ils l'ont considéré comme une gifle pour les dilettantes et les plus fervents, qui ont répondu en baptisant leur nouveau directeur « Non-Olet ».
Dans le roman Les Fous du roi de Robert Penn Warren (1946) gagnant du Prix Pulitzer, le protagoniste Jack Burden se demande si Vespasien avait peut-être raison. À ce moment, Jack est assailli de doutes sur la source de son héritage.
Dans le livre de Giuseppe Tomasi di Lampedusa, Le Guépard (1958), l'illustre Prince Fabrizio Salina s'inspire de la formule et de son sens à propos de la belle plébéienne Angelica dont l'aïeul était surnommé Pepe 'Mmerda : « "Non olet'', répétait-il, ''non olet'', au contraire, ''optime faeminam ac contubernium olet''. » (que l'on peut librement traduire par « ça ne pue pas, au contraire, ça sent parfaitement bon la femme et ainsi donc les épousailles »).

## Anecdotes
Lors des négociations de rachat de Fortis par les Pays-Bas, l'expression Pecunia non olet fut utilisée comme nom de code par les négociateurs néerlandais. Les scénarios prévoyant une reprise à 49% s'intitulaient Pecunia et ceux prévoyant une reprise complète non olet.